# Aiguille de la Vanoise
Pour les articles homonymes, voir Vanoise.
L'aiguille de la Vanoise est un sommet de France, dans le massif de la Vanoise dominant Pralognan-la-Vanoise. Elle est réputée pour sa grande face nord de 300 à 400 m de haut.

## Géographie

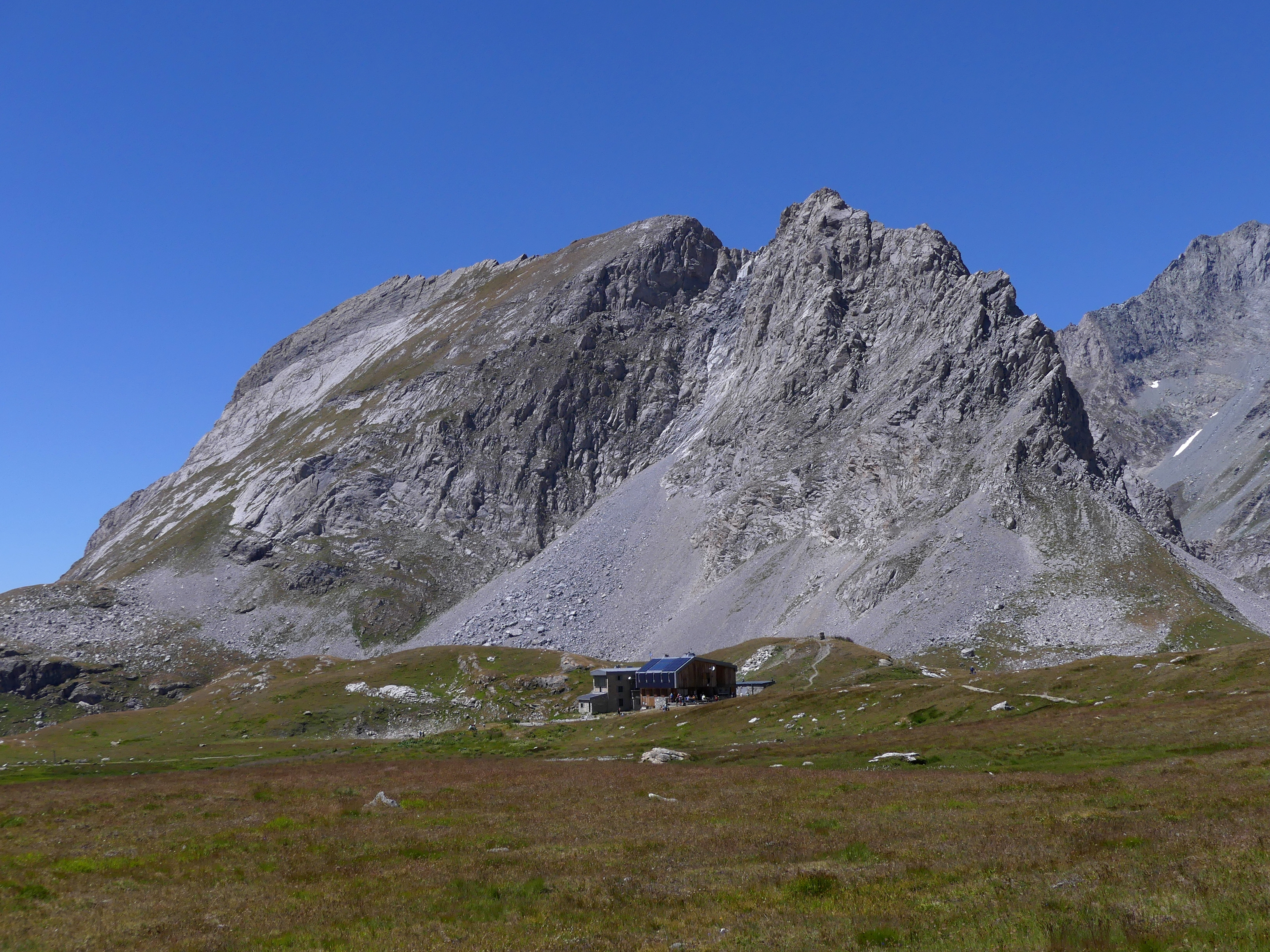
Autre face de l'aiguille de la Vanoise surplombant le col de la Vanoise et le refuge du même nom.

L'aiguille de la Vanoise est entourée de montagnes ce qui offre un panorama sur le massif de la Vanoise, notamment la Grande Casse, la pointe de la Réchasse, la pointe du Dard et les glaciers de la Vanoise à l'est et au sud. À l'ouest et au nord, la pointe du Creux Noir, la pointe du Vallonnet, la pointe des Volnets, la pointe de la Petite et de la Grande Glière, les pointes et aiguille de l'Épéna.

## Histoire

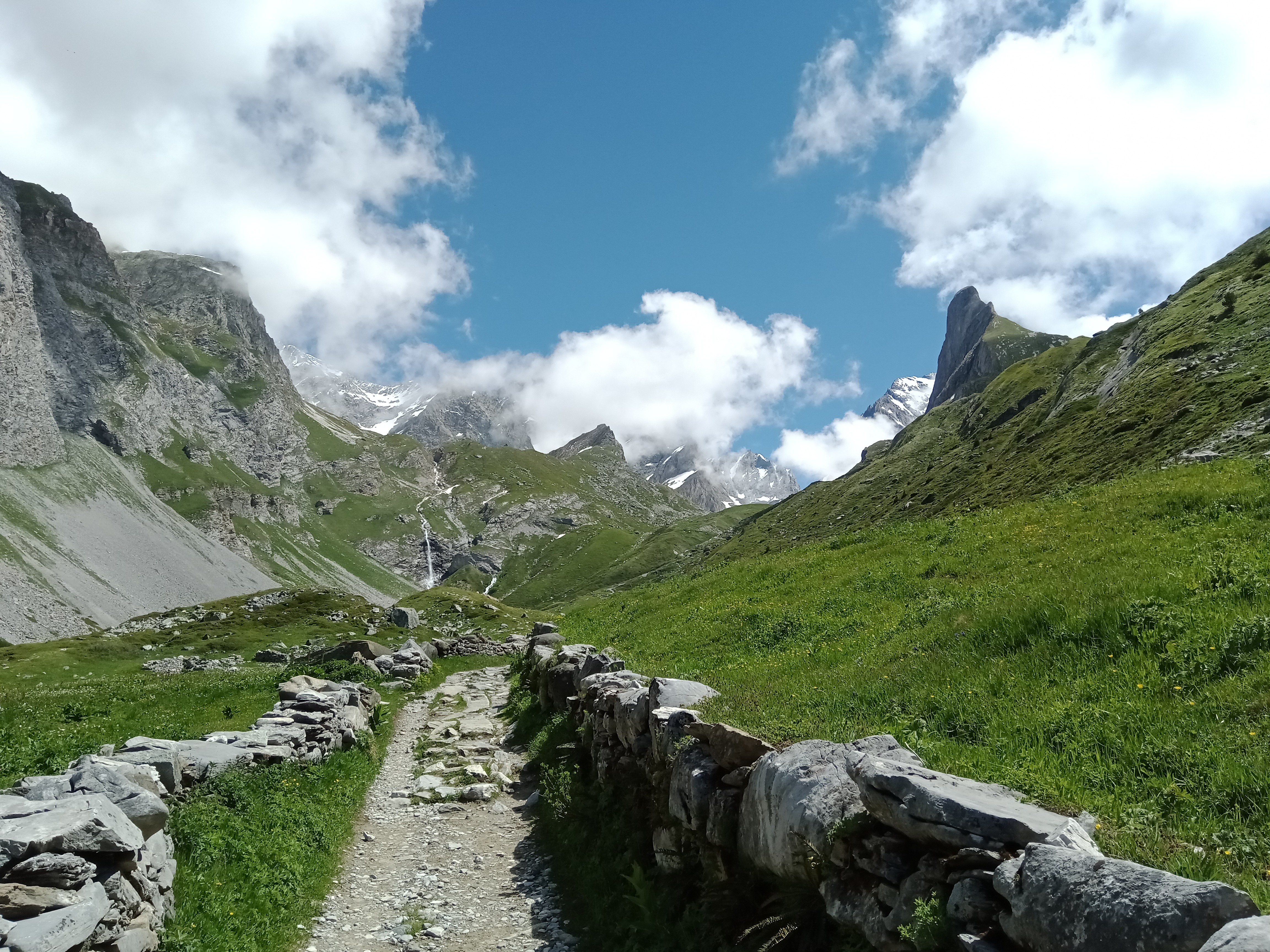
Le chemin de muletier traversant le vallon de la Glière dominé par l'aiguille de la Vanoise sur la droite.

La première ascension revient à Mlle Verney et M. Amiez, le 12 septembre 1911 par la traversée des arêtes, AD (3c max).
C'est René Desmaison et son coéquipier André Bertrand qui rendront célèbre la face nord de l’aiguille en traçant un très bel itinéraire le 13 juillet 1964. Il sera par la suite suivi par Paquier, les frères Tomio et Jean-Marc Boivin.
En 1984, François Diaféra donnera un coup de jeune à cette face avec l'utilisation des techniques modernes de protection (spits et pitons à expansion).
En janvier 1993, Lionel Daudet viendra y mettre sa griffe en ouvrant Salut Ginette (ED, 6c, A2) en solitaire et hivernale.

## Voies d'ascension

### Face Nord
- Les larmes du soleil : TD, 6a
- Tacos doudou : TD, 6a[4]

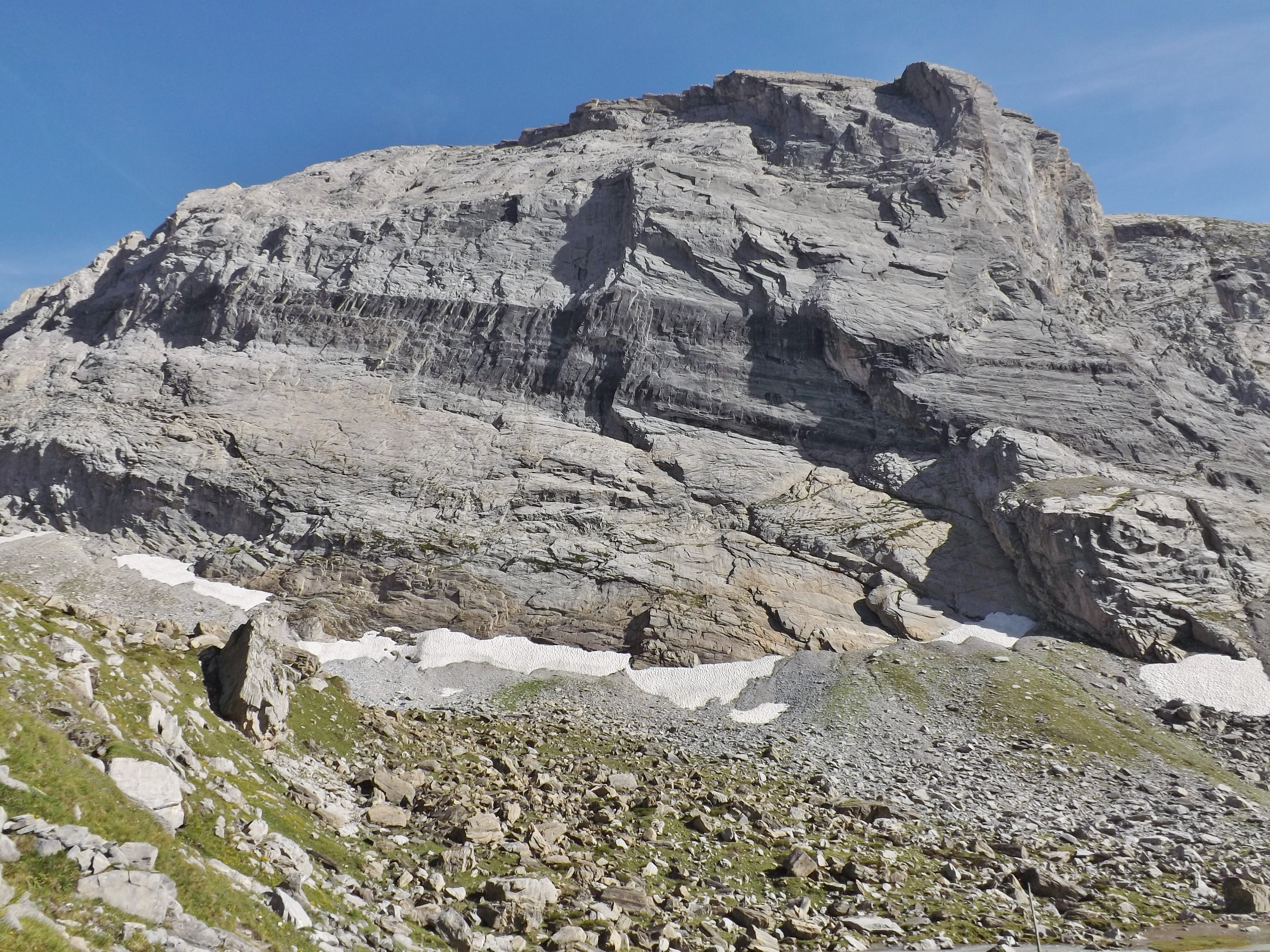
La face Nord de l'aiguille de la Vanoise depuis le lac des Vaches.

- La ballade des joyeux marmottons : D, 5b[5]
- La grande Paquier : ED, 6b
- Salut Ginette : ED, 6c, A2
- La Desmaison : TD, 6a[6]
- La fille aux yeux verts : ED-, 6b
- Electrochoc : TD, 6b[7]
- La petite Paquier : TD, 5c[8]
- Voie bérard rigotti : D, 5b[9]
- Missing Link : TD, 5c[10]
- Voie François-Xavier : ED+, 7c[11]
- Mendiants d'Amour : ABO, 7c[12]
- Louna : Mixte, 4, M6+[13]

### Face sud

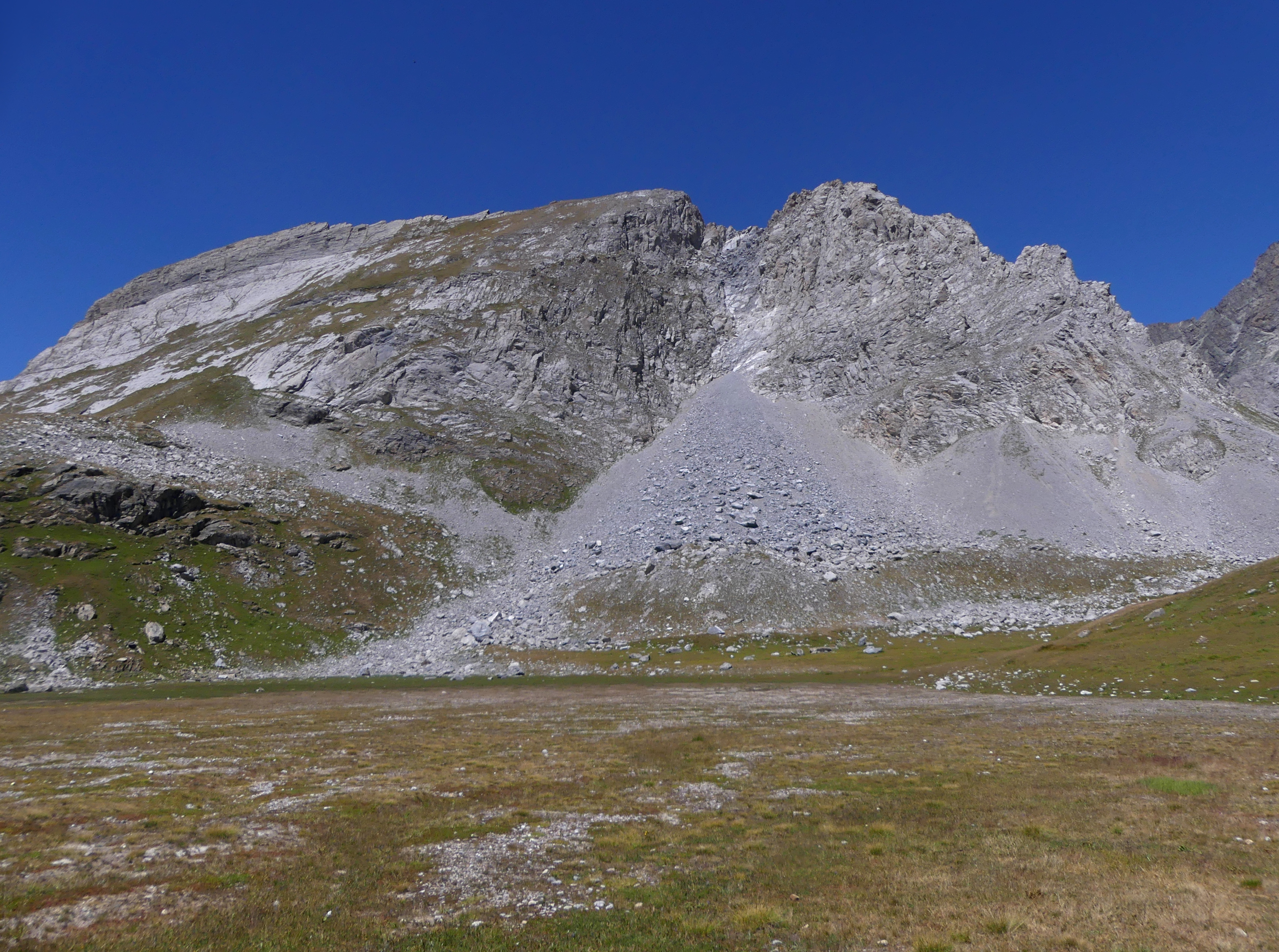
La face sud.

- Voie Bérard Rigotti : D, 4b/c (2 pas de 5b/c)

### Traversée des arêtes
- Aiguille de la Vanoise[14]